# Cybaeolus rastellus
Cybaeolus rastellus är en spindelart som först beskrevs av Roth 1967.  Cybaeolus rastellus ingår i släktet Cybaeolus och familjen panflöjtsspindlar. Inga underarter finns listade i Catalogue of Life.